# Hondinger Zisiberg
Das Gebiet Hondinger Zisiberg ist ein vom Regierungspräsidium Freiburg am 1. Dezember 1983 durch Verordnung ausgewiesenes Naturschutzgebiet auf dem Gebiet der Stadt Blumberg im Schwarzwald-Baar-Kreis.

## Lage
Das Schutzgebiet liegt nordöstlich vom Blumberger Stadtteil Hondingen. Es gehört zum Naturraum Baaralb und Oberes Donautal.

## Landschaftscharakter
Es handelt sich um einen schmalen Streifen mit artenreichen Magerrasen, Hecken- und Gebüschstrukturen und Einzelgehölzen am Waldrand an einem südwestexponierten Hang des Zisibergs.

## Zusammenhängende Schutzgebiete
Das Gebiet gehört zum FFH-Gebiet Südliche Baaralb und zum Vogelschutzgebiet Wutach und Baaralb und liegt im Naturpark Südschwarzwald.